# Trypetolimnia formosa
Trypetolimnia formosa är en tvåvingeart som först beskrevs av Friedrich Hermann Loew 1862.  Trypetolimnia formosa ingår i släktet Trypetolimnia och familjen kärrflugor.
Artens utbredningsområde är Grekland. Inga underarter finns listade i Catalogue of Life.